# Route nationale 63 (Madagaskar)
Die Route nationale 63 (RN 63) ist eine 2,5 km lange, asphaltierte Nationalstraße in Madagaskar. Sie zweigt im Stadtteil Ankadimboahaka von der RN 7 nach Osten ab und überquert den Ikopa, bevor sie in die RN 60 mündet. Dadurch bildet sie einen Teil der südlichen Umfahrung des Stadtgebietes von Antananarivo. Die Straße weist in jeder Richtung eine Fahrspur und einen Seitenstreifen auf. Sie wurde im März 2023 erneuert und befindet sich in sehr gutem Zustand.